# Tatiana Kotova
Tatiana Kotova (Rostov do Don, 3 de setembro de 1985) é uma modelo e cantora russa.
Foi eleita Miss Rússia em 2006 e participou do Miss Universo 2007 e do Miss Mundo 2007, não obtendo classificação em nenhum deles.
Em 2008 entrou para o grupo musical russo-ucraniano VIA Gra, também conhecida como Nu Virgos. Em março de 2010 saiu do grupo, tendo lançado seu primeiro disco solo, intitulado "On" em outubro do mesmo ano.